# Бриджмен, Орландо, 1-й граф Брэдфорд
Орландо Бриджмен, 1-й граф Брэдфорд (англ. Orlando Bridgeman, 1st Earl of Bradford ; 19 марта 1762 — 7 сентября 1825) — британский пэр и политик, заседавший в Палате общин с 1784 по 1800 год.

## Ранняя жизнь
Родился 19 марта 1762 года. Третий сын Генри Бриджмена, 1-го барона Брэдфорда (1725—1800), и его жены Элизабет Симпсон (1735—1806), дочери преподобного Джона Симпсона. Он получил образование в школе Харроу в Лондоне и в Тринити-колледже в Кембридже.

## Карьера
На парламентских выборах 1784 года Орландо Бриджман был избран в качестве члена Палаты общин от Уигана. Его снова избрали в парламент от Уигана в 1790 и 1796 годах. Его старший брат Генри Симпсон Бриджмен умер в 1782 году, поэтому 5 июня 1800 года он унаследовал титулы своего отца и освободил свое место в Палате общин.
В октябре 1800 года он собрал в Уэстоне отряд для шропширских йоменов и командовал им в качестве капитана до 1804 года.
30 ноября 1815 года он стал виконтом Ньюпортом в графстве Шропшир и графом Брэдфордом в графстве Шропшир. Брэдфорд умер в возрасте 63 лет в Уэстон-парке в Стаффордшире.

## Личная жизнь
29 мая 1788 года лорд Брэдфорд женился на достопочтенной Люси Элизабет Бинг (17 октября 1760 — 20 сентября 1844), дочери Джорджа Бинга, 4-го виконта Торрингтона (1740—1812). У них было четыре сына и дочь:
- Джордж Огастес Фредерик Генри Бриджмен, 2-й граф Брэдфорд (23 октября 1789 — 22 марта 1865), старший сын и преемник отца, дважды женатый[1].
- Достопочтенный Чарльз Орландо Бриджмен (5 февраля 1791 — 13 апреля 1860), вице-адмирал Королевского флота, который в 1818 году женился на Элизе Кэролайн Чемберлен, дочери сэра Генри Чемберлена, 1-го баронета[1].
- Леди Люси Джорджиана Элизабет Уитмор (22 января 1792 — 17 марта 1840), вышедшая замуж за Уильяма Уолрича-Уитмора[1].
- Достопочтенный Орландо Генри Бриджмен (6 мая 1794 — 28 августа 1827), который в 1817 году женился на леди Селине Нидем, дочери 5-го графа Килмори[1].
- Достопочтенный Генри Эдмунд Бриджмен (18 октября 1795 — 15 ноября 1872), преподобный, женившийся в 1820 году на своей кузине Луизе Элизабет Симпсон, дочери достопочтенного Джона Симпсона, сына 1-го барона Брэдфорда (но взял имя Симпсон в 1785 году)[1].

Лорд Брэдфорд умер 7 сентября 1825 года, и его титулы унаследовал его старший сын Джордж.